# 吉芬商品
季芬財（英語：Giffen good），為一经济学名詞，指所得效果 （Income effect）大於替代效果的劣等財。即在其他因素不变的情况下，當某財貨的价格上升，消费者对其需求量增加，價格下降時需求量卻減少的財貨，違反需求法則。

季芬財圖解

## 起源
十九世纪维多利亚时代的英国经济学家罗伯特·吉芬发现，当时英国进口的小麦价格提高使得面包价格上涨，而奇怪的是，低收入的工人阶级反而消费更多的面包，有违一般需求法则；后人对具有这种现象的財貨，就称为吉芬商品。

## 数学表达
形式上说，如果假设財貨{\displaystyle i}的需求函数为{\displaystyle x_{i}(\mathbf {p} ,w)}，其中{\displaystyle \mathbf {p} }为经济中的价格向量，{\displaystyle w}为消费者的收入。则，如果消费者对于財貨{\displaystyle i}的需求满足以下条件，则称对于消费者来说，財貨{\displaystyle i}为吉芬商品，
{\displaystyle {\frac {\partial x_{i}(\mathbf {p} ,w)}{\partial p_{i}}}>0}。
从斯卢茨基（Slutsky）替代矩阵
{\displaystyle {\frac {\partial x_{i}(\mathbf {p} ,w)}{\partial p_{j}}}={\frac {\partial h_{i}(\mathbf {p} ,u)}{\partial p_{j}}}-x_{j}(\mathbf {p} ,w){\frac {\partial x_{i}(\mathbf {p} ,w)}{\partial w}}}
价格的变化对需求的影响，可以解释为替代效应和收入效应的总和。这裡，財貨{\displaystyle i}的自我替代效应为非正，因此会减少需求，但是从结果得知这裡的总效应为正（价格上升导致的需求为增加），因此，收入效应为正，并且大于替代效应。这裡的收入效应为正是指方程右边第二项为正，这意味着
{\displaystyle {\frac {\partial x_{i}(\mathbf {p} ,w)}{\partial w}}<0}，
也就是说，财富的减少会导致需求的增加。由此看来吉芬商品是劣等財。
综合上述说明，吉芬商品可以看成是收入效应非常大，以致大于替代效应的劣等財。

## 证据
吉芬商品存在的证据一般是有限的。2008年的一篇由罗伯特延森和诺兰米勒发表的论文宣称通过调查財貨价格发现，在中国的部分地区，水稻和小麦或者面条是季芬財。但是把面条认为是一类吉芬商品有可能是一个错误，因为现代经济学家在使用吉芬商品这个术语时，通常相当专业并且十分少见，不会用于食品消耗。
而这两位作者在同年发表的另一篇论文中通过实验证明，在有大米和面粉购买补助的极端贫困家庭中存在家庭层面上的吉芬商品。德格兰德等人在1993年给出了一个实验表明：在一个实验性经济体中，当可获得財貨数量受限制时，吉芬商品更容易出现。在1991年，巴特里奥、凯格尔和科格特三人证明，对于小白鼠通宁水是吉芬商品。但是，他们只能够证明吉芬商品在个体层面的存在性而不是市场层面的。
吉芬商品难以研究，因为吉芬商品的定义要求很多可观测条件。第一个是，研究吉芬商品的市场需求的困难之处在于罗伯特·吉芬最初设想了一个贫困个体所面临的具体情况。现代研究消费者行为的方式是按照总体来计算平均收入水平，这些方法对于这些具体情况的研究显得过于宽泛。替代品的难以获得以及只买得起低档商品的消费者在现实中的不存在也使得这一问题更加复杂。由于这一点，许多经济学教科书使用“吉芬悖论”而不是“吉芬商品”这个词。
有些类型的上級財（例如昂贵的法国红酒或者名人喜欢的香水）有时候也被称为吉芬商品──降低这些有地位象征的財貨的价格反而会减少需求，因为它们不再是少数人地位的象征。但是，这种奢侈品的自身属性随着价格大幅下降而发生显著的改变，这种现象使得它们不能被认为是吉芬商品，因为吉芬商品的定义假设只有消费者收入或者相关价格水平发生变化，而不是財貨本身的属性。如果价格的变化改变了消费者对財貨的偏好，那么这种財貨应该被认为是韦伯伦商品。有些经济学家质疑仅凭经验对吉芬商品和韦伯伦商品进行划分的有效性，并认为只要价格发生变化，財貨属性也随之改变，因为价格也是构成产品的重要组成部分。尽管如此，理论上对两类財貨的划分，能够用于实际案例中的仍然是经验的问题。

## 反對看法
香港經濟學家張五常教授認為這種「季芬財」根本不成立。他解釋︰麵包價格除了貨幣價格之外，還有看不見的機會成本。對比其他食物的價格飛漲，麵包的「總價格」是相對下降了，價格降低，消費量自然上升。當時的低收入工人面對麵包價格上漲，只有犧牲其他高消費的食物如土豆、肉類（其他食物的價格也在上升），以多購「較便宜的」麵包裹腹。正常的價格機制仍在作用。
即使麵包價格下降，因為人與人之間存在著競爭，使季芬財無法在實際中存在。